# Harriet Dart
Harriet Dart, née le 28 juillet 1996 à Hampstead, est une joueuse de tennis britannique, professionnelle depuis 2015.

## Carrière professionnelle
Harriet Dart remporte son 1er trophée en WTA 125 en remportant le double du tournoi de Midland en 2021. Cette année là, elle réussit à parvenir en finale du double mixte de Wimbledon. Depuis 2021, elle joue régulièrement en Coupe Billie Jean King pour la Grande-Bretagne.
En 2022 et 2023, elle échoue deux fois en finale de double lors des tournois WTA 250 de Granby 2022 et Nottingham 2023.
En janvier 2024, elle parvient, en simple, en finale du tournoi WTA 125 de Canberra. Elle est battue par l'Espagnole Nuria Párrizas Díaz.
Elle se fait tristement remarquer le 15 avril 2025, lors d'un match l'opposant à la française Loïs Boisson. Elle interpelle l'arbitre au milieu de la rencontre pour se plaindre des odeurs corporelles de son adversaire. Sa réaction sera par la suite vivement critiquée sur les réseaux sociaux, les internautes la jugeant humiliante et non fair-play. Elle finira par perdre le match 6-0, 6-3. Elle publiera par la suite un message d'excuse, affirmant regretter sa réaction.

## Palmarès

### Titre en double dames
Aucun

### Finales en double dames
| No | Date       | Nom et lieu du tournoi                         | Catégorie | Dotation  | Surface      | Vainqueures                       | Partenaire           | Score             |          |
| -- | ---------- | ---------------------------------------------- | --------- | --------- | ------------ | --------------------------------- | -------------------- | ----------------- | -------- |
| 1  | 21-08-2022 | Championnats Banque Nationale de Granby Granby | WTA 250   | 251 750 $ | Dur (ext.)   | Alicia Barnett Olivia Nicholls    | Rosalie van der Hoek | 5-7, 6-3, [10-1]  | Parcours |
| 2  | 12-06-2023 | Rothesay Open Nottingham Nottingham            | WTA 250   | 259 303 $ | Gazon (ext.) | Ulrikke Eikeri Ingrid Neel        | Heather Watson       | 7-66, 5-7, [10-8] | Parcours |
| 3  | 05-02-2024 | Transylvania Open Cluj-Napoca                  | WTA 250   | 267 082 $ | Dur (int.)   | Caty McNally Asia Muhammad        | Tereza Mihalíková    | 6-3, 6-4          | Parcours |
| 4  | 10-06-2024 | Rothesay Open Nottingham Nottingham            | WTA 250   | 267 082 $ | Gazon (ext.) | Gabriela Dabrowski Erin Routliffe | Diane Parry          | 5-7, 6-3, [11-9]  | Parcours |

### Finale en double mixte
| No | Date       | Nom et lieu du tournoi      | Catégorie | Dotation     | Surface      | Vainqueures                   | Partenaire    | Score    |          |
| -- | ---------- | --------------------------- | --------- | ------------ | ------------ | ----------------------------- | ------------- | -------- | -------- |
| 1  | 28-06-2021 | The Championships Wimbledon | G. Chelem | 35 016 000 $ | Gazon (ext.) | Desirae Krawczyk Neal Skupski | Joe Salisbury | 6-2, 7-6 | Parcours |

### Finale en simple en WTA 125
| No | Date       | Nom et lieu du tournoi | Catégorie | Dotation  | Surface    | Vainqueure          | Score    |          |
| -- | ---------- | ---------------------- | --------- | --------- | ---------- | ------------------- | -------- | -------- |
| 1  | 01-01-2024 | Canberra 125, Canberra | WTA 125   | 115 000 $ | Dur (ext.) | Nuria Párrizas Díaz | 6-4, 6-3 | Parcours |

### Titre en double en WTA 125
| No | Date       | Nom et lieu du tournoi     | Catégorie | Dotation  | Surface    | Partenaire    | Finalistes                         | Score            |          |
| -- | ---------- | -------------------------- | --------- | --------- | ---------- | ------------- | ---------------------------------- | ---------------- | -------- |
| 1  | 01-11-2021 | Dow Tennis Classic Midland | WTA 125   | 115 000 $ | Dur (int.) | Asia Muhammad | Peangtarn Plipuech Aldila Sutjiadi | 6-3, 2-6, [10-7] | Parcours |

### Finale en double en WTA 125
| No | Date       | Nom et lieu du tournoi | Catégorie | Dotation  | Surface      | Vainqueures                   | Partenaire          | Score    |          |
| -- | ---------- | ---------------------- | --------- | --------- | ------------ | ----------------------------- | ------------------- | -------- | -------- |
| 1  | 15-04-2024 | Oeiras Open Oeiras     | WTA 125   | 115 000 $ | Terre (ext.) | Francisca Jorge Matilde Jorge | Kristina Mladenovic | 6-0, 6-4 | Parcours |

## Parcours en Grand Chelem

### En simple dames
| Année | Open d'Australie | Open d'Australie    | Internationaux de France | Internationaux de France | Wimbledon       | Wimbledon             | US Open         | US Open          |
| ----- | ---------------- | ------------------- | ------------------------ | ------------------------ | --------------- | --------------------- | --------------- | ---------------- |
| 2016  | —                | —                   | —                        | —                        | Q3              | Ekaterina Alexandrova | —               | —                |
| 2017  | —                | —                   | —                        | —                        | Q1              | Çağla Büyükakçay      | —               | —                |
| 2018  | —                | —                   | —                        | —                        | 1er tour (1/64) | Karolína Plíšková     | Q1              | Jaimee Fourlis   |
| 2019  | 1er tour (1/64)  | Maria Sharapova     | —                        | —                        | 3e tour (1/16)  | Ashleigh Barty        | 1er tour (1/64) | Ana Bogdan       |
| 2020  | 2e tour (1/32)   | Simona Halep        | Q2                       | Irina Bara               | Annulé          | Annulé                | —               | —                |
| 2021  | Q1               | Grace Min           | Q3                       | Liang En-shuo            | 1er tour (1/64) | Elise Mertens         | 1er tour (1/64) | Caroline Garcia  |
| 2022  | 1er tour (1/64)  | Iga Świątek         | 1er tour (1/64)          | Martina Trevisan         | 2e tour (1/32)  | Jessica Pegula        | 2e tour (1/32)  | Dalma Gálfi      |
| 2023  | 1er tour (1/64)  | Jil Teichmann       | Q2                       | Elsa Jacquemot           | 1er tour (1/64) | Diane Parry           | Q2              | Yanina Wickmayer |
| 2024  | Q2               | Yulia Starodubtseva | 1er tour (1/64)          | Linda Nosková            | 3e tour (1/16)  | Wang Xinyu            | 2e tour (1/32)  | Marta Kostyuk    |
| 2025  | 2e tour (1/32)   | Donna Vekić         | Q1                       | Anastasiia Sobolieva     | 1er tour (1/64) | Dalma Gálfi           |                 |                  |

N.B. : à droite du résultat se trouve le nom de l'ultime adversaire.

### En double dames
| Année | Open d'Australie                                                                 | Open d'Australie                                                                    | Internationaux de France                                                         | Internationaux de France                                                      | Wimbledon                                                                               | Wimbledon                                                                         | US Open | US Open |
| ----- | -------------------------------------------------------------------------------- | ----------------------------------------------------------------------------------- | -------------------------------------------------------------------------------- | ----------------------------------------------------------------------------- | --------------------------------------------------------------------------------------- | --------------------------------------------------------------------------------- | ------- | ------- |
| 2017  | —                                                                                | —                                                                                   | —                                                                                | —                                                                             | 1er tour (1/32) K. Dunne \|\| style="text-align:left;" \| N. Broady H. Watson           | —                                                                                 | —       |         |
| 2018  | —                                                                                | —                                                                                   | —                                                                                | —                                                                             | 1er tour (1/32) K. Dunne \|\| style="text-align:left;" \| A. Hlaváčková B. Strýcová     | —                                                                                 | —       |         |
| 2019  | 2e tour (1/16) A. Kontaveit \|\| style="text-align:left;" \| Flipkens J. Larsson | —                                                                                   | —                                                                                | 1er tour (1/32) K. Dunne \|\| style="text-align:left;" \| Chan H-c. Chan Y-j. | —                                                                                       | —                                                                                 |         |         |
|       |                                                                                  |                                                                                     |                                                                                  |                                                                               |                                                                                         |                                                                                   |         |         |
| 2021  | —                                                                                | —                                                                                   | —                                                                                | —                                                                             | 3e tour (1/8) H. Watson \|\| style="text-align:left;" \| Chan H-c. Chan Y-j.            | 1er tour (1/32) Chan H-c. \|\| style="text-align:left;" \| A. Cornet F. Ferro     |         |         |
| 2022  | —                                                                                | —                                                                                   | —                                                                                | —                                                                             | 3e tour (1/8) H. Watson \|\| style="text-align:left;" \| Lyudmyla Kichenok J. Ostapenko | 1er tour (1/32) L. Samsonova \|\| style="text-align:left;" \| C. Harrison I. Neel |         |         |
| 2023  | —                                                                                | —                                                                                   | —                                                                                | —                                                                             | 2e tour (1/16) H. Watson \|\| style="text-align:left;" \| V. Hrunčáková T. Mihalíková   | —                                                                                 | —       |         |
| 2024  | —                                                                                | —                                                                                   | —                                                                                | —                                                                             | 1er tour (1/32) M. Lumsden \|\| style="text-align:left;" \| S. Errani J. Paolini        | 1/8 de finale D. Parry \|\| style="text-align:left;" \| Chan H.-c. V. Kudermetova |         |         |
| 2025  | 2e tour (1/16) D. Parry \|\| style="text-align:left;" \| Chan H.-c. L. Kichenok  | 1er tour (1/32) K. Birrell \|\| style="text-align:left;" \| I.-C. Begu Y. Wickmayer | 1er tour (1/32) M. Lumsden \|\| style="text-align:left;" \| M. Kessler C. Tauson |                                                                               |                                                                                         |                                                                                   |         |         |

N.B. : le nom de la partenaire se trouve sous le résultat ; les noms des ultimes adversaires se trouvent à droite.

### En double mixte
| Année | Open d'Australie | Open d'Australie | Internationaux de France | Internationaux de France | Wimbledon                                                                        | Wimbledon              | US Open | US Open |
| ----- | ---------------- | ---------------- | ------------------------ | ------------------------ | -------------------------------------------------------------------------------- | ---------------------- | ------- | ------- |
| 2017  | —                | —                | —                        | —                        | 2e tour (1/16) B. Klein \|\| style="text-align:left;" \| S. Lisicki J. Peers     | —                      | —       |         |
| 2018  | —                | —                | —                        | —                        | 1/2 finale J. Clarke \|\| style="text-align:left;" \| V. Azarenka J. Murray      | —                      | —       |         |
|       |                  |                  |                          |                          |                                                                                  |                        |         |         |
| 2021  | —                | —                | —                        | —                        | Finale J. Salisbury                                                              | N. Skupski D. Krawczyk | —       | —       |
|       |                  |                  |                          |                          |                                                                                  |                        |         |         |
| 2024  | —                | —                | —                        | —                        | 1er tour (1/16) L. Glasspool \|\| style="text-align:left;" \| C. Bucșa F. Martin | —                      | —       |         |

N.B. : le nom du partenaire se trouve sous le résultat ; les noms des ultimes adversaires se trouvent à droite.

## Parcours en «Premier» et WTA 1000
Les tournois WTA « Premier Mandatory » et « Premier 5 » (entre 2009 et 2020) et WTA 1000 (à partir de 2021) constituent les catégories d'épreuves les plus prestigieuses, après les quatre levées du Grand Chelem. 

De 2009 à 2023, les tournois Premier Mandatory (dits tournois WTA 1000 obligatoires entre 2021 et 2023) regroupent Indian Wells, Miami, Madrid et Pékin, les autres constituant les tournois Premier 5 (tournois WTA 1000 non-obligatoires). À partir de 2024, le nombre de tournois WTA 1000 passe à 10 par saison (fin de l’alternance Doha / Dubaï), ces derniers devenant tous obligatoires et offrant tous 1000 points à la vainqueure (contre 900 points précédemment pour les tournois Premier 5).

### En simple dames
| Année |       |                |                |                       |      |                          |            |                             |                               |                           |  |        |
| Doha  | Dubaï | Indian Wells   | Miami          | Madrid                | Rome | Canada                   | Cincinnati | Pékin                       |                               | Wuhan                     |  |        |
| Doha  | Dubaï | Indian Wells   | Miami          | Madrid                | Rome | Canada                   | Cincinnati | Pékin                       | Guadalajara                   |                           |  |        |
| Doha  | Dubaï | Indian Wells   | Miami          | Madrid                | Rome | Canada                   | Cincinnati | Pékin                       |                               |                           |  |        |
| 2021  |       | Hors catégorie |                |                       |      |                          |            | 2e tour (1/16) B. Andreescu |                               | Annulé                    |  | Annulé |
| 2022  |       |                | Hors catégorie | 4e tour (1/8) M. Keys |      |                          |            |                             |                               | Hors calendrier           |  |        |
|       |       |                |                |                       |      |                          |            |                             |                               |                           |  |        |
| 2024  |       |                |                |                       |      | 1er tour (1/64) C. Bucșa |            | 1er tour (1/64) D. Shnaider | 1er tour (1/32) Y. Putintseva | 1er tour (1/64) C. Tauson |  |        |

Sous le résultat, l’ultime adversaire.
1. 1 2   Les tournois de Doha et Dubaï alternent le statut de tournoi WTA 1000 (ex Premier 5) entre 2009 et 2023 : les trois premières éditions ont lieu à Dubaï, les trois suivantes à Doha, puis Dubaï accueille le tournoi de cette catégorie les années impaires et Dubaï les années paires. De 2011 à 2023, la ville qui n’accueille pas de WTA 1000 organise à la place un tournoi WTA 500 (ex Premier).
2. 1 2 3 4 5 6 7   L’ordre de déroulement des tournois a évolué depuis 2009 : Rome se dispute avant Madrid et Cincinnati avant Montréal/Toronto jusqu’en 2010, tandis que Tokyo/Wuhan/Guadalajara ont lieu avant Pékin jusqu’en 2023.
3. 1 2  Du fait de la pandémie de Covid-19, les tournois d’Indian Wells, de Miami, de Madrid, du Canada, de Wuhan et de Pékin sont annulés en 2020. Ces deux derniers le sont également en 2021. Pour des raisons d’organisation, le tournoi de Cincinnati 2020 a exceptionnellement lieu à Flushing Meadows à New York.
4. ↑  Le 1er décembre 2021, le président de la WTA, Steve Simon, annonce que tous les tournois prévus en Chine et à Hong Kong sont suspendus à partir de 2022, en raison de préoccupations concernant la sécurité et le bien-être de la joueuse de tennis chinoise Peng Shuai après ses allégations de relations sexuelles non-consenties avec Zhang Gaoli, membre de haut rang du Parti communiste chinois. Le tournoi de Pékin revient en 2023. Le tournoi de Guadalajara remplace celui de Wuhan pendant deux ans, ce dernier réapparaissant en 2024.

## Records et statistiques

### Victoires sur le top 10
Toutes ses victoires sur des joueuses classées dans le top 10 de la WTA lors de la rencontre.
| Légende         |
| Grand Chelem    |
| Jeux olympiques |
| Masters         |
| WTA 1000        |
| Elite Trophy    |
| WTA 500         |
| WTA 250         |
| Fed Cup         |

| # |       |  | Tournoi | Année | Surface |  | Adversaire      | Rang | Tour | Score          | Tableau |
| - | ----- |  | ------- | ----- | ------- |  | --------------- | ---- | ---- | -------------- | ------- |
| 1 | no 88 |  | US Open | 2022  | Dur     |  | Daria Kasatkina | no 9 | 1/64 | 7-68, 1-6, 6-3 | Tableau |

## Classements en fin de saison
| Année          | 2012 | 2013 | 2014 | 2015 | 2016 | 2017 | 2018 | 2019 | 2020 | 2021 | 2022 | 2023 | 2024 |
| Rang en simple | 942  | 1019 | 532  | 385  | 338  | 315  | 153  | 140  | 150  | 120  | 98   | 138  | 88   |
| Rang en double | –    | 1016 | 470  | 348  | 400  | 302  | 113  | 162  | 177  | 164  | 120  | 156  | 61   |

Source : (en) Classements de Harriet Dart sur le site officiel de la Fédération internationale de tennis